# Turpial maculat
El turpial maculat (Icterus pectoralis) és un ocell de la família dels ictèrids (Icteridae).

## Hàbitat i distribució
Habita el camp obert amb arbres dispersos, boscos i pobles de les terres baixes al vessant del Pacífic des de Mèxic en Colima, cap al sud, fins al centre de Costa Rica. Localment al vessant del Carib de Guatemala i Hondures.